# Sydafrika i olympiska sommarspelen 1948
Sydafrika deltog med 35 deltagare vid de olympiska sommarspelen 1948 i London. Totalt vann de två guldmedaljer, en silvermedalj och en bronsmedalj.

## Medalj

### Guld
- Gerald Dreyer - Boxning, lättvikt.
- George Hunter - Boxning, lätt tungvikt.

### Silver
- Dennis Shepherd - Boxning, fjädervikt.

### Brons
- John Arthur - Boxning, tungvikt.